# Centro-sinistra "organico"

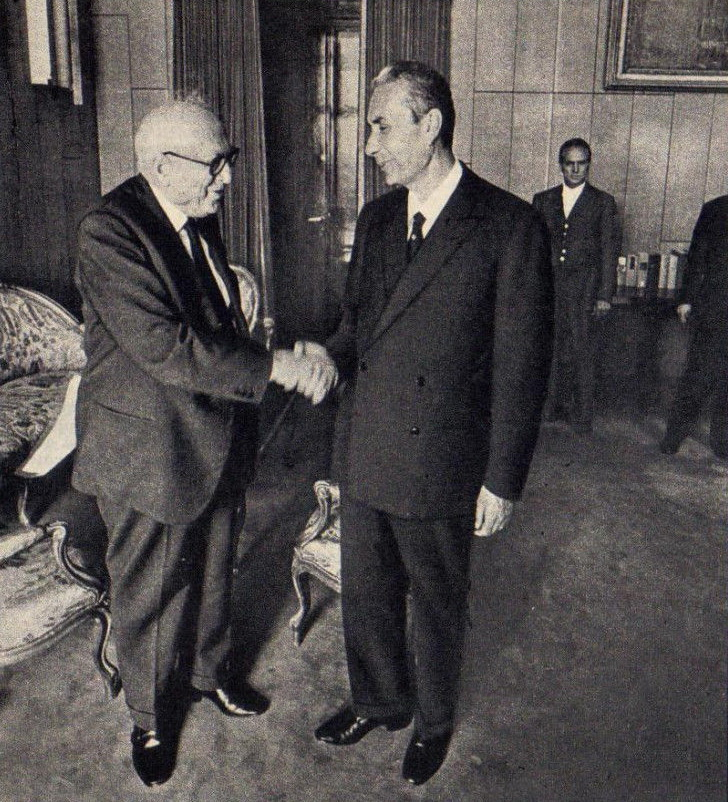
Pietro Nenni e Aldo Moro.

Il centro-sinistra "organico" designa l'alleanza programmatica di governo formata negli anni sessanta fra Democrazia Cristiana e Partito Socialista Italiano. L'aggettivo "organico" è stato aggiunto per distinguere questa formula politica da quella precedente dei primissimi anni Sessanta, che vedeva i socialisti in appoggio esterno al governo senza farne organicamente parte con propri ministri.

## Nascita e crisi
La rivolta d'Ungheria del 1956 aveva raffreddato i rapporti fra comunisti e socialisti, favorendo il dialogo fra questi ultimi e i democristiani anche per scongiurare i tentativi durante la III legislatura, in particolare nel 1960, di creare maggioranze di centro-destra. In seguito alle elezioni amministrative del 1960, si crearono i primi storici accordi locali fra DC e PSI, tra cui spiccò quello per la scelta del Sindaco di Milano. Testata nei comuni e nelle province, l'intesa poteva ora allargarsi a livello nazionale.
Nel 1962 prende corpo il governo tripartito presieduto da Amintore Fanfani, con la partecipazione di DC, PSDI e PRI, con l'astensione benevola del PSI. Questo governo, pur non potendolo definire di centro-sinistra vero e proprio, ha una dinamica riformatrice molto maggiore dello stesso centro-sinistra organico ed attua una serie di riforme fra cui spicca l'istituzione della scuola media unica obbligatoria, la nazionalizzazione delle industrie elettriche con la istituzione dell'ENEL e l'istituzione della cedolare d'acconto.
Il 4 dicembre del 1963 Aldo Moro compone il primo governo di centro-sinistra con la partecipazione attiva dei socialisti: nacque così il Centro-sinistra organico formato appunto dalla Democrazia Cristiana alleata con il PSDI, con il PRI ed anche con il PSI. L'esecutivo prevede i socialisti Pietro Nenni come vicepresidente del Consiglio, Antonio Giolitti ministro del Bilancio, Giovanni Pieraccini a capo del dicastero dei Lavori Pubblici, Giacomo Mancini alla Sanità, Achille Corona al Turismo e Spettacolo e Carlo Arnaudi alla Ricerca Scientifica. Nell'estate del 1964 la formula di centro-sinistra andava in crisi ed a giocare un ruolo fondamentale nella evoluzione di quella stessa crisi contribuirono anche fattori esterni al governo e ai partiti: tra cui il più importante fu senz'altro il Piano Solo del generale Giovanni De Lorenzo. Ciononostante Moro guida tre governi riproponendo la stessa coalizione di governo.
Nel 1968 cade il terzo governo Moro e ciò provoca l'agonia del centro-sinistra: il 24 giugno dello stesso anno Giovanni Leone forma il suo secondo governo in cui rispolvera la formula del monocolore democristiano.

## Di nuovo al governo
La riunificazione fra PSI e PSDI nel Partito Socialista Unificato trasforma però anche coloro che provenivano dal PSI in militanti di fatto socialdemocratici, con una chiara vocazione riformista e governativa. Ciò spinge la DC a creare una nuova formula di centro-sinistra fondata sul perno cattolico-popolare della DC e su quello socialdemocratico del PSU: si trattò quindi di una formula di centro-sinistra più rassicurante per l'elettorato moderato.
Ciononostante il centro-sinistra entra in crisi dopo le elezioni politiche del 1968 e già nel 1969 il PSU si spacca nuovamente in due gruppi che poi rifonderanno il PSI ed il PSDI. Nel frattempo il governo Leone II era già caduto e Mariano Rumor ebbe l'opportunità di guidare tre governi, di cui il primo ed il terzo optarono per la scelta del centro-sinistra organico.
Nel 1970 il centro-sinistra sembra avere una nuova spinta propulsiva:
- viene approvata la legge sul divorzio, confermata dal successivo referendum abrogativo;
- si riesce ad ottenere l'approvazione dello Statuto dei lavoratori;
- viene istituita la Commissione Parlamentare Antimafia;
- viene varata la riforma che, applicando finalmente la Costituzione repubblicana, istituisce le regioni a statuto ordinario.

Alla fine degli anni Sessanta si hanno forti agitazioni sindacali, il cosiddetto Autunno caldo (1969), unite alla forte contestazione studentesca (del 1968). La strategia della tensione fu probabilmente l'evento più insidioso che la Repubblica dovette affrontare, assieme a tentativi d'involuzione autoritaria come il tentativo di golpe del principe Junio Valerio Borghese.
Nel 1974, dopo due governi Rumor di centro-sinistra organico, Aldo Moro si pone alla guida di un esecutivo che sconfessa la formula politica attuata per primo proprio da lui: infatti, il quinto governo Moro vede non solo i socialisti, ma anche socialdemocratici e repubblicani all'opposizione.

## Seggi parlamentari del Centro-sinistra "organico"

### 1963-1968
| IV legislatura (1963) | IV legislatura (1963)                   | IV legislatura (1963) | Seggi Camera | Seggi Senato |
| --------------------- | --------------------------------------- | --------------------- | ------------ | ------------ |
|                       |                                         | Democrazia Cristiana  | 260 / 630    | 126 / 315    |
|                       | Partito Socialista Italiano             | 87 / 630              | 44 / 315     |              |
|                       | Partito Socialista Democratico Italiano | 33 / 630              | 14 / 315     |              |
|                       | Partito Repubblicano Italiano           | 5 / 630               | 1 / 315      |              |
| Totale                | Totale                                  | Totale                | 385 / 630    | 185 / 315    |

### 1968-1971
| V legislatura (1968) | V legislatura (1968)                    | V legislatura (1968) | Seggi Camera | Seggi Senato |
| -------------------- | --------------------------------------- | -------------------- | ------------ | ------------ |
|                      |                                         | Democrazia Cristiana | 266 / 630    | 135 / 315    |
|                      | Partito Socialista Unificato (PSI-PSDI) | 91 / 630             | 46 / 315     |              |
|                      | Partito Repubblicano Italiano           | 9 / 630              | 2 / 315      |              |
| Totale               | Totale                                  | Totale               | 366 / 630    | 183 / 315    |

### 1973-1974
| VI legislatura (1972) | VI legislatura (1972)                   | VI legislatura (1972) | Seggi Camera | Seggi Senato |
| --------------------- | --------------------------------------- | --------------------- | ------------ | ------------ |
|                       |                                         | Democrazia Cristiana  | 266 / 630    | 135 / 315    |
|                       | Partito Socialista Italiano             | 61 / 630              | 33 / 315     |              |
|                       | Partito Socialista Democratico Italiano | 29 / 630              | 11 / 315     |              |
|                       | Partito Repubblicano Italiano           | 20 / 630              | 5 / 315      |              |
| Totale                | Totale                                  | Totale                | 376 / 630    | 184 / 315    |

## La "trasformazione" in Pentapartito
Il centro-sinistra entra in crisi definitivamente nel 1976 quando ha inizio l'esperienza della unità nazionale con il progressivo coinvolgimento del Partito Comunista Italiano nelle maggioranze parlamentari (Compromesso storico). Il PSI tornò a far parte della compagine governativa nel 1980 col secondo governo Cossiga, dal quale restarono però esclusi i socialdemocratici. L'ultimo governo di centro-sinistra organico fu il governo Forlani, ma esso durò meno di un anno.
Successivamente la formula di centro-sinistra organico fu soppiantata dal Pentapartito, che prevedeva la vecchia compagine maggioritaria al governo (Democrazia Cristiana, Partito Socialista Italiano, Partito Socialista Democratico Italiano, Partito Repubblicano Italiano) con l'aggiunta del Partito Liberale Italiano. Il Pentapartito fece il suo esordio nel primo governo Spadolini (primo esecutivo a guida non democristiana dalla nascita della Repubblica) e, tra alti e bassi, fu decisivo nella storia politica italiana fino all'inchiesta di Mani pulite e al crollo della Prima Repubblica.